# Hải đường Tây Thục
Hải đường Tây Thục (danh pháp hai phần: Malus prattii) là một loài thực vật thuộc chi Hải đường, họ Hoa hồng. Loài này được (Hemsl.) C.K. Schneid. mô tả khoa học đầu tiên năm 1906.. Hải đường Tây Thục là loài bản địa bản địa Quảng Đông, Quý Châu, phía tây Tứ Xuyên, và tây bắc Vân Nam tỉnh Trung Quốc Nó cao đến 10 mét, với hoa đường kính 1,5–2 cm.

## Hình ảnh

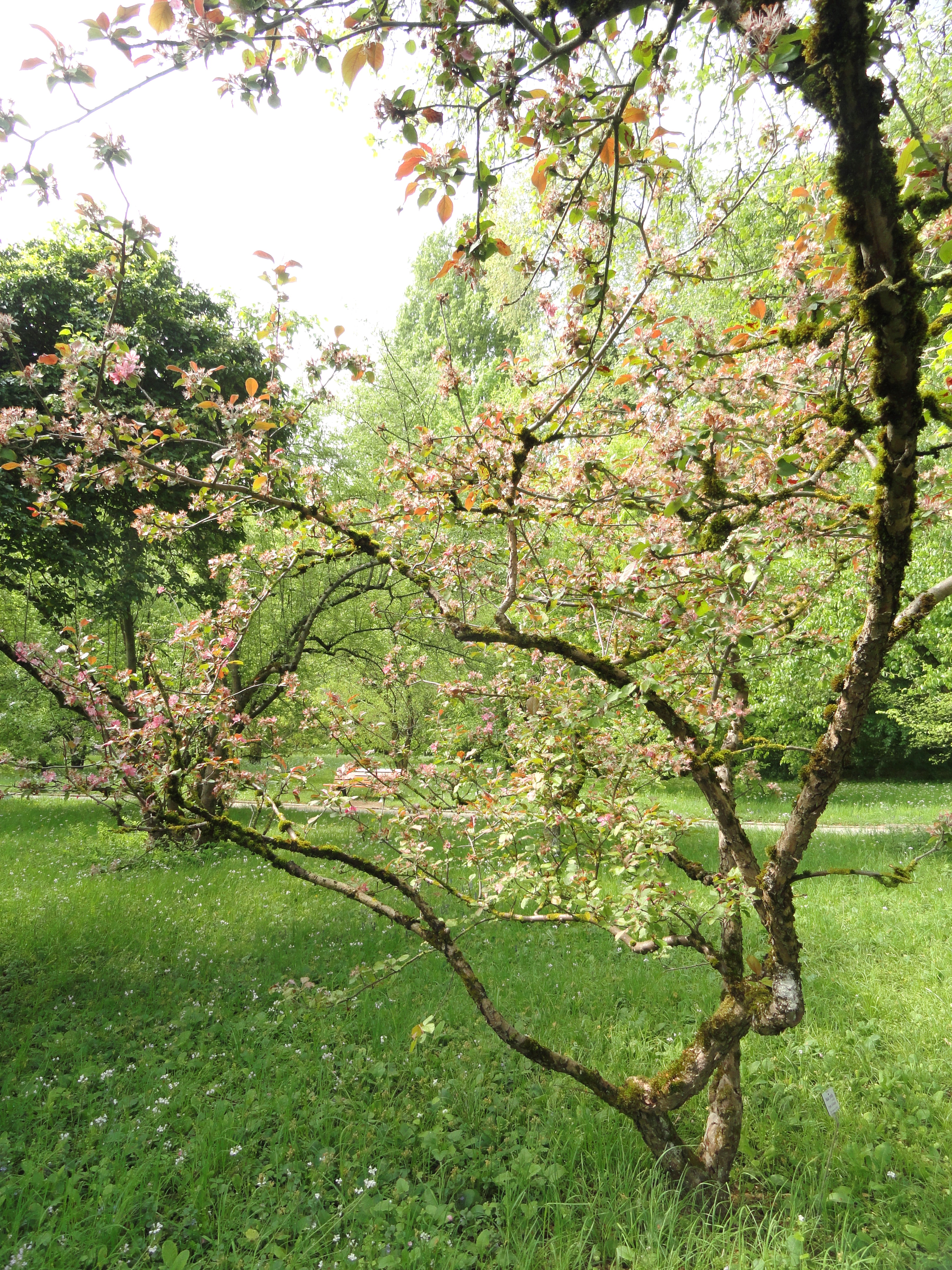
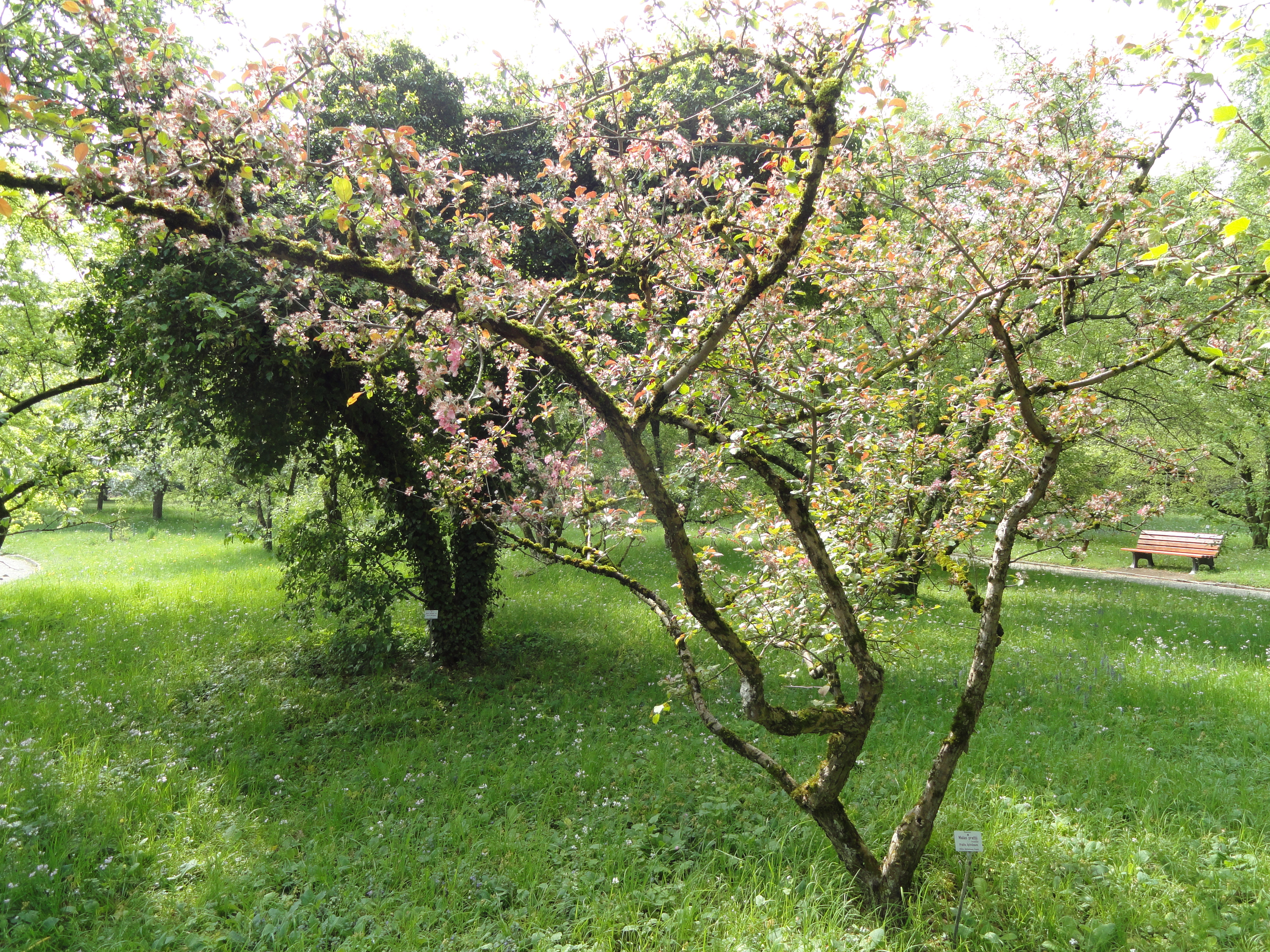
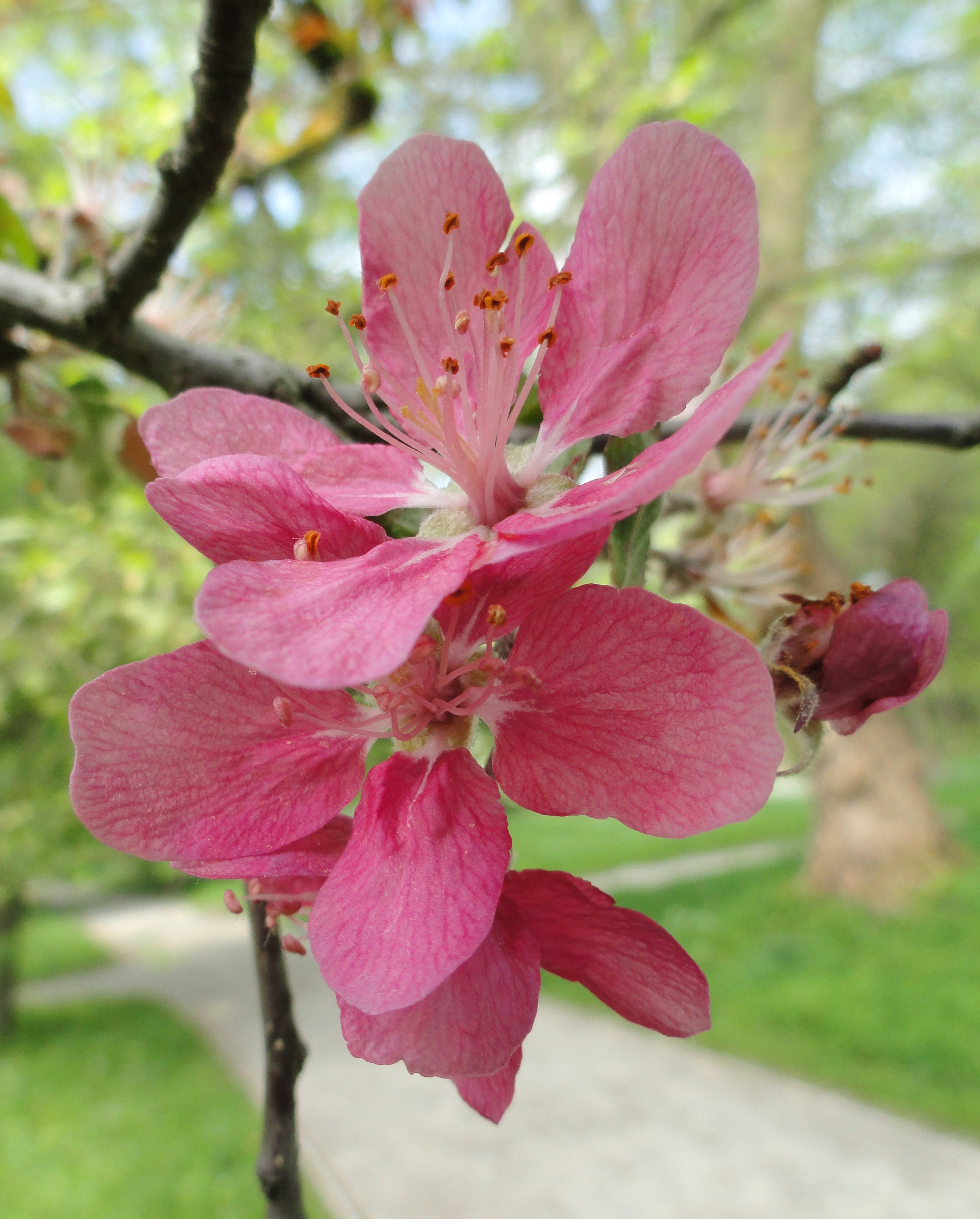
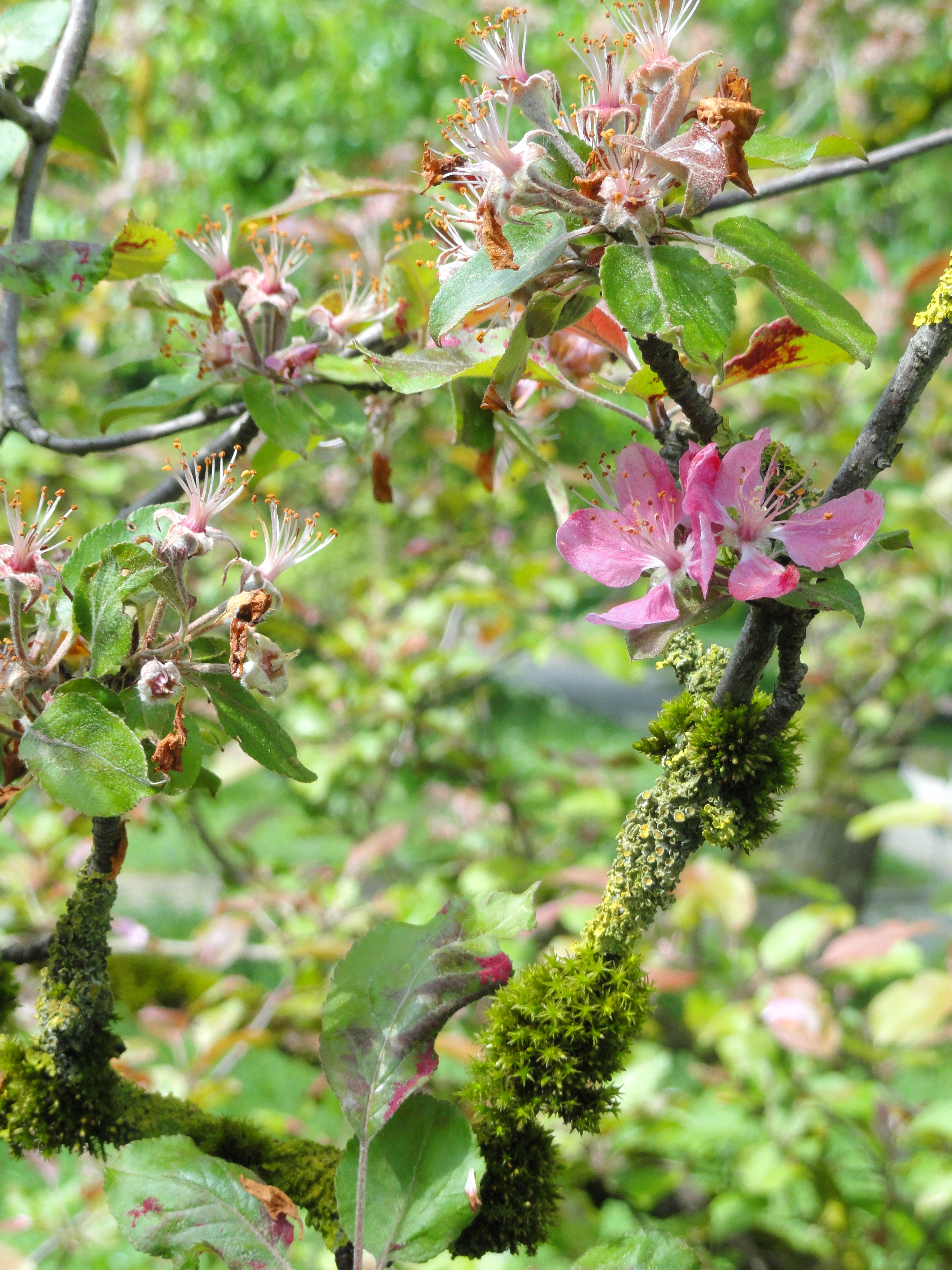